# Acacia pubicosta
Acacia pubicosta är en ärtväxtart som beskrevs av Cyril Tenison White. Acacia pubicosta ingår i släktet akacior, och familjen ärtväxter. Inga underarter finns listade i Catalogue of Life.